# Kristina Vušković
Kristina L. Vušković (en serbe : Кристина Л. Вушковић) est une mathématicienne et informaticienne théoricienne serbe, spécialiste de théorie des graphes. Elle est professeur d'algorithmes et de combinatoire à l'école d'informatique de l'université de Leeds, et professeur d'informatique à l'université Union (Serbie) (de).

## Formation et carrière
Vušković est née le 6 mai 1967 à Belgrade,. Elle est diplômée avec la mention summa cum laude du Courant Institute of Mathematical Sciences de l'université de New York en 1989, avec une spécialisation en mathématiques et en informatique, et elle obtient son doctorat en algorithmes, combinatoire et optimisation à l'Université Carnegie-Mellon en 1994,, sous la direction de Gérard Cornuéjols avec une thèse intitulée : Holes in Bipartite Graphs.
Vušković est chercheuse post-doctorale, et boursière internationale du Conseil de recherches en sciences naturelles et en génie du Canada (CRSNG) à l'université de Waterloo, puis elle devient en 1996 professeure assistante de mathématiques à l'université du Kentucky,. Elle a part pour Leeds en 2000 et obtient la chaire d'algorithmique et combinatoire à Leeds en 2011. Depuis 2007, elle est également professeur d'informatique à l'Union University (Serbie),.

## Recherche
Les recherches de Vušković en théorie des graphes concernent la structure et les algorithmes des classes héréditaires de graphes (en). Ses résultats incluent la reconnaissance de graphes parfaits en temps polynomial ; elle a également travaillé sur des algorithmes combinatoires pour la coloration de graphes parfaits.

## Publications (sélection)
- Maria Chudnovsky, Gérard Cornuéjols, Xinming Lu, Paul Seymour et Kristina Vušković, « Recognizing Berge graphs », Combinatorica, vol. 25, no 2,‎ 2005, p. 143-186 (zbMATH 1089.05027).
- Tara Abrishami, Maria Chudnovsky, Cemil Dibek, Stéphan Thomassé, Nicolas Trotignon et Kristina Vušković, « Graphs with polynomially many minimal separators », J. Comb. Theory, Ser. B, vol. 152,‎ 2022, p. 248-280 (zbMATH 1478.05084).
- Marko Radovanović, Nicolas Trotignon et Kristina Vušković, « The (theta, wheel)-free graphs I, II, III IV », J. Comb. Theory, Ser. B, vol. 143 et 146,‎ 2020 et 2021, p. 123-218 et 495-531.
- Maria Chudnovsky, Chun-Hung Liu, Oliver Schaudt, Sophie Spirkl, Nicolas Trotignon et Kristina Vušković, « Triangle-free graphs that do not contain an induced subdivision of K4 are 3-colorable », Journal of Graph Theory, vol. 92, no 2,‎ 2019, p. 67-95.
- Murilo V. G. da Silva et Kristina Vušković, « Decomposition of even-hole-free graphs with star cutsets and 2-joins », J. Comb. Theory, Ser. B, vol. 103, no 1,‎ 2013, p. 144-183.